# 洪山路
洪山路是中国上海市浦东新区内的一条道路，南北走向，北起雪野路，南至华夏西路，全长3.4公里。

## 简介
改革开发后，洪山路拓建，其时范围从雪野路至杨高路（现成山路）。1988年8月，范围扩展到雪野路至高青路。2008年以后，洪山路打通断头路，延长至现范围。
洪山路是浦东新区15条林荫道中的一条，道路两边栽种悬铃木。

## 沿线设施（北向南）
- 中国邮政（世博邮政支局）
- 肿瘤防治院
- 周家渡街道办事处
- 浦东新区青少年活动中心
- 蔓趣公园
- 上海洪山中学
- 上海市临床检验中心
- 上南公园
- 川杨河休闲绿地
- 恒宇幼儿园(杨东部)
- 新世界实验小学
- 新联丰农贸市场
- 浦东新区联丰小学(洪山路校区)
- 恒宇幼儿园(杨南部)

## 交会道路（北向南）
- 雪野路
- 浦东南路
- 齐河路
- 昌里路
- 成山路
- 德州路
- 川杨河

- 杨新东路
- 杨思路
- 板泉路
- 上浜路
- 海阳路

- 联丰路
- 杨南路
- 华夏西路